# Eric Jagdew
Eric Jagdew is een Surinaams historicus, onderwijzer en bestuurder. Hij is gespecialiseerd in inheemse en marron-verdragen tot de afschaffing van de slavernij in 1863. Van 2019 tot 2020 was hij bestuursvoorzitter van de Anton de Kom Universiteit.

## Biografie
Eric Jagdew studeerde geschiedenis en behaalde zijn MO-A en MO-B in dat vak op het Instituut voor de Opleiding van Leraren (IOL). Vervolgens was hij leraar geschiedenis en curriculummedewerker voor het ministerie van Onderwijs. Hij studeerde van 2007 tot 2008 aan de Universiteit van Amsterdam, waar hij slaagde voor zijn matergraad, en werd vervolgens onderzoeker voor het IMWO van de Anton de Kom Universiteit van Suriname. In 2014 promoveerde hij aan de universiteit met een proefschrift over inheemse en marron-verdragen in Suriname in de periode 1667 tot 1863. Hiermee was hij de eerste wetenschapper die promoveerde binnen de faculteit der Humaniora.
Van 2015 tot 2018 was hij drie jaar directeur van het IMWO, van 2017 tot 2019 interim-voorzitter en voorzitter van het Bureau van de Universiteit en van 2019 tot 2020 bestuursvoorzitter van de universiteit. In de jaren 2020 is hij hoofd wetenschappelijk medewerker aan de Faculteit der Geesteswetenschappen (FdHum).